# Platycephalus
Platycephalus è un genere di pesci ossei marini appartenente alla famiglia Platycephalidae.

## Distribuzione e habitat
Il genere si trova nell'Indo-Pacifico tropicale. Nel mar Mediterraneo è presente P. indicus, immigrante lessepsiano, presente ma molto raro nel bacino orientale. Vivono su fondi molli e sono piuttosto costieri.

## Specie
- Platycephalus aurimaculatus
- Platycephalus bassensis
- Platycephalus caeruleopunctatus
- Platycephalus chauliodous
- Platycephalus conatus
- Platycephalus cultellatus
- Platycephalus endrachtensis
- Platycephalus fuscus
- Platycephalus grandispinis
- Platycephalus indicus
- Platycephalus laevigatus
- Platycephalus marmoratus
- Platycephalus micracanthus
- Platycephalus orbitalis
- Platycephalus richardsoni
- Platycephalus speculator
- Platycephalus westraliae[1]